# Курт фон Шлајхер
Курт фон Шлајхер (Бранденбург на Хафелу, 7. април 1882 — Бабелзберг, 30. јун 1934) је био немачки војник, политичар и последњи председник владе Вајмарске републике.

## Биографија
Курт фон Шлајхер је рођен у Бранденбургу. Отац му је био официр Пруске војске, а он је постао немачки војник 1900. године. Током Првог светског рата је био генерал у штабу Паула фон Хинденбурга. Након завршетка рата, прикључује се Рајхсверу, и до 1929. године напредује до чина генерал-мајора. Један од првих задатака након рата му је био да организује Фрајкор. Одржавао је близак контакт са фон Хинденбургом и постао је његов политички саветник након Хинденбруговог постављања на нову функцију председника Немачке 1925.

### Борба за политичку власт
Шлајхер је искористио свој утицај да помогне Хајнриху Бринингу да постане канцелар, што је и остварио 1930. године. Хајнрих Брининг је био један од последњих људи у Немачкој који је мислио на добробит народа и који је био спреман да се супротстави Хитлеру. Он је у априлу 1932. забранио рад Штурмабтајлунга и Шуцштафела. Хитлер је био бесан, али није хтео да се буни, јер је знао да је Вајмарска република на издисају и да је њена моћ веома мала.
Ту ситуацију је Шлајхер покушао да искористи, јер је имао жељу да предводи Немачку. У мају 1932. на састанку са Хитлером, предложио му је договор да ће бити скинута забрана на рад СА и СС јединица, да ће Рајхстаг бити распуштен и да ће бити расписани нови избори. Он је од Хитлера тражио подршку да га подржи у конзервативној националистичкој влади, на шта је Хитлер пристао.
Шлајхер је на превару понизио и издејствовао смену Вилхелма Гроенера, који је био дугогодишњи Хинденбургов сарадник и борац за опстанак републике. Он је у Рајхстагу подржавао забрану рада СА и СС-а, и једном приликом у Рајхстагу га је Херман Геринг јавно понизио, на шта су Јозеф Гебелс и остали нацисти звиждали Гроенеру. Шлајхер га је након тога притискао да поднесе оставку. Гроенер се жалио Хинденбергу, али без успеха, након чега је поднео оставку.
Шлајхерова следећа мета је био канцелар Брининг. Брининг је издејствовао да република опстане са Хинденбургом као председником, чиме је макар на кратко држао Хитлера ван власти. Трудио се да оконча Немачко плаћање ратне одштете, чиме би помогао уништеној Немачкој економији. У томе није имао много успеха, па је добио надимак Канцелар гладних. Још раније је разбесено Хитлера тиме што је забранио рад његових паравојних организација. Све ово су били разлози за Шлајхера и Хитлера да се обрачунају са њим.
Шлајхер је покушао да Бринигу сруши репутацију код Хинденбурга, за шта је већ донекле већ сам Брининг био одговоран, тиме што је Хинденбург морао да се опет кандидује за председника у својој осамдесет петој години и то против Хитлера који је био у пуној снази. Брининг је направио још једну грешку и то тиме што је дао предлог да се имовина банкротираних племића подели сељацима. То је многима звучало марксистички. Хинденбург је 29. маја 1932. позвао Брининга да поднесе оставку, што је овај и урадио. Тиме је последња нада за демократију у Немачкој нестала.
Шлајхер је сад имао потпуну контролу. За канцелара којег би сам контролисао изабрао је Франца фон Папена, који је и сам сумњао у своје могућности да успешно функционише у високој политици. Али и сам Хинденбург је имао добро мишљење о њему и подржао га је за избор на место канцелара. Када је Хинденбург питао Хитлера да ли Папена подржава на месту канцелара, рекао је да се слаже. У јуну, Рајхстаг је распуштен и забрана на Хитлерове паравојне формације је укинута. На текућим изборима Хитлерова Нацистичка партија је освојила 37 процената и била је најјача партија у Немачкој.
Након избора, 5. јула, Хитлер је предао списак захтева Шлајхеру. Захтевао је да преузме функцију канцелара, да Нацистичка партија има право на три министра, да Хитлер преузме контролу над Прусијом, да се оснује министарство пропаганде, да има контролу над министарством унутрашњих послова и могућност да влада уз помоћ доношења декрета. Шлајхер је након неког времена предложио Хитлеру компромис. Место вицеканцелара и министарства унутрашњих послова Прусије. Хитлер је након тога побеснео и претио да ће његова паравојска направити хаос по целој Немачкој.
Касније тог дана Хитлер је отишао на разговор код Хинденбурга. Хитлер, каплар из Првог светског рата, покушао је да прети маршалу. У томе није успео и морао је да прихвати да је изгубио. Ипак је био свестан да ће морати још само мало да чека.

### Крај политичке каријере и смрт
Немачка је у међувремену упала у стање хаоса. Хинденбург је предложио Папена за канцелара, што се Шлајхеру није допало. Он је наставио обојицу да притиска и они су попустили. Шлајхер је био изабран за новог канцелара. Он је да би то постигао Хинденбургу обећао да ће посвађати вође нацистичке партије међусобно. Прво је разговарао са Грегором Штрасером, који је био блисак са Хитлером и предложио му да преузме функцију вицеканцелара и да преузме контролу над Прусијом. Хитлер је преко Папена сазнао за тај план.
Штрасер се састао са Хитлером и осталим вођама нацистичке партије и покушао да их убеди да макар прихвате рад Шлајхерове владе. Геринг и Гебелс су се успротивили и Хитлер је стао на њихову страну. Два дана касније Штрасер и Хитлер су се опет срели. Он је Хитлера оптужио да ће уништити Нацистичку партију, а Хитлер је њега оптужио да му је забио нож у леђа. Следећег дана Штрасер је поднео оставку и напустио странку. То је био велики ударац за Хитлера, јер је Штрасер био један од његових првих и најближих сарадника.
Следеће године су ствари почеле да се мењају. Група банкара и инудстријалаца су апеловала да Хинденбург смени Шлајхера и на његово место постави Хитлера, јер би то по њима било добро за развој Немачке и њиховог пословања. Шлајхерова позиција је већ била ослабљена, и мало ко му је веровао. Отишао је код Хинденбурга са предлогом да распусти Рајхстаг, да прогласи ванредно стање чиме би се нацисти сузбили. и да се прекину избори. Хинденбург је то одбио. Неколико дана касније Шлајхер је поновио захтев и опет је био одбијен. Након тога, Шлајхер подноси оставку.
Након што је преузео власт, Хитлер је одлучио да се обрачуна са свим неистомишљеницима који су могли да му нанесу штету. Међу њима је био и Шлајхер. Он је убијен у Ноћи дугих ножева, заједно са још најмање осамдесет четири особе које је Хитлер сматрао за претњу. Заједно са Курт фон Шлајхером је убијена и његова жена Елизабет, док је његова ћерка поштеђена.